# Уктузьке сільське поселення
Укту́зьке сільське поселення (рос. Уктузское сельское поселение) — муніципальне утворення у складі Бердюзького району Тюменської області, Росія.
Адміністративний центр — село Уктуз.

## Населення
Населення — 700 осіб (2020; 740 у 2018, 879 у 2010, 1088 у 2002).

## Склад
До складу поселення входять такі населені пункти:
| Населений пункт     | Населення, осіб (2002) | Населення, осіб (2010) |
| ------------------- | ---------------------- | ---------------------- |
| Мурашово, село      | 132                    | 52                     |
| Полднево, село      | 48                     | 24                     |
| Уктуз, село         | 842                    | 757                    |
| Шашмуріна, присілок | 66                     | 46                     |